# Terje Gjengaar
Terje Gjengaar (24 d'octubre de 1956) va ser un ciclista noruec. El seu principal èxit fou la medalla de bronze al Campionat del Món de contrarellotge per equips de 1983.

## Palmarès en carretera
- 1980
  - 1r al Gran Premi Tønsberg
- 1982
  - 1r al Gran Premi Ringerike

## Palmarès en pista
- 1985
  -  Campió de Noruega en persecució per equips (amb Atle Kvålsvoll, Olaf Lurvik i Terje Alstad)